# Garda (vin)
Pour les articles homonymes, voir Garda.
Garda est le nom de plusieurs vins italiens produits dans les environs du lac de Garde, dans les provinces de Brescia et de Mantoue, en Lombardie, et dans la province de Vérone, où se trouve la ville de Garde. Les plus connus sont le chiaretto et le Garda classico (rouge).

## Liste des appellations
- Garda Barbera
- Garda Bresciano bianco (it)
- Garda Bresciano Chiaretto (it)
- Garda Bresciano Groppello (it)
- Garda Bresciano rosso (it)
- Garda Bresciano rosso novello (it)
- Garda Bresciano spumante rosé (it)
- Garda Bresciano superiore (it)
- Garda Cabernet
- Garda Cabernet Sauvignon
- Garda Chardonnay
- Garda Chardonnay frizzante
- Garda classico bianco
- Garda classico Chiaretto
- Garda classico Groppello
- Garda classico rosso
- Garda classico rosso superiore
- Garda Corvina
- Garda frizzante
- Garda Garganega
- Garda Groppello riserva
- Garda Marzemino
- Garda Merlot
- Garda Pinot Bianco
- Garda Pinot Grigio
- Garda Pinot Nero
- Garda Riesling
- Garda Riesling Italico
- Garda Sauvignon
- Garda spumante
- Garda spumante rosé
- Garda Tocai Friulano